# Carlos Holguín Mallarino
Carlos Holguín Mallarino est un journaliste, avocat, militaire et homme d'État colombien, né le 11 juin 1832 à Nóvita et mort le 19 octobre 1894 à Bogota. 
Célèbre pour son éloquence et son journalisme conservateur, il siégea au Congrès de 1868 à 1877 comme sénateur représentant les États de Cundinamarca, Tolima et Antioquia.
Le président Rafael Núñez le nomma d'abord ambassadeur de la Colombie en Angleterre, puis en Espagne en 1881, puis à nouveau en Angleterre en 1883.
À son retour en Colombie, il fut nommé ministre des Affaires étrangères par le président Rafael Núñez, charge qu'il occupa de décembre 1887 à février 1888, jusqu'à son élection au poste de président de la République de 1888 et 1892 par le Congrès.